# 蒙泰罗·洛巴托

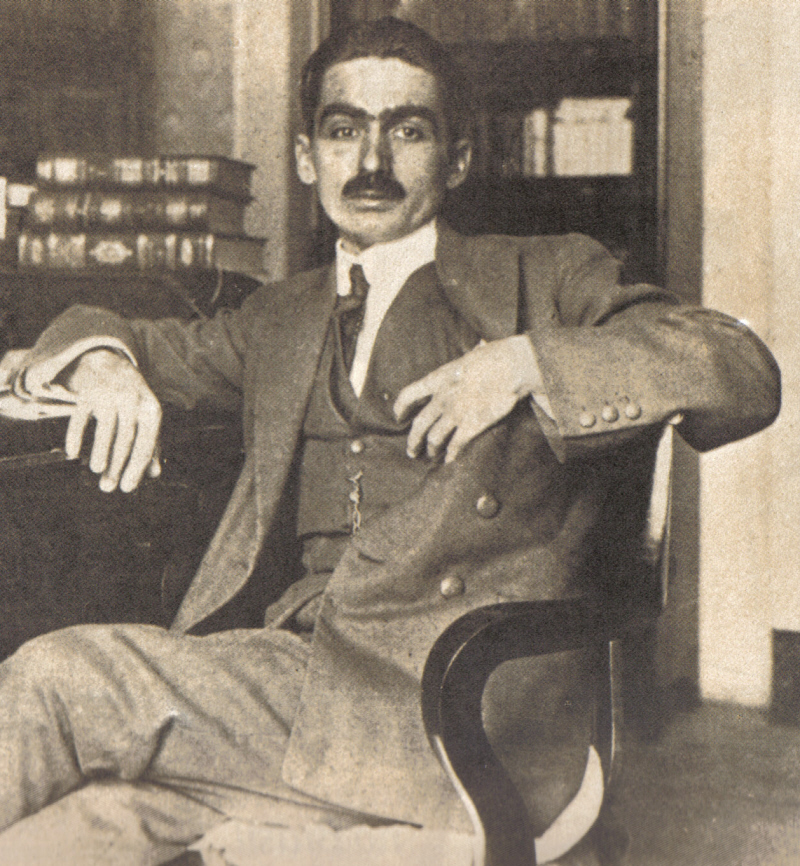
蒙泰罗·洛巴托

蒙泰罗·洛巴托（1882年4月18日 - 1948年7月4日）是巴西作家，他创办了巴西第一家出版社。 洛巴托生于陶巴特，他的作品中一半是儿童文学作品，另一半是長篇小說和短篇故事。 後來人們指責洛巴托是种族主义者，因為他被指在自己的作品中攻擊黑人。 洛巴托曾抱怨巴西境內沒有三K党。